# 皮茨 (科罗拉多州)
皮茨（英語：Peetz），是美国科罗拉多州洛根县下属的一座城市。建市于1917年5月17日，面积大约为0.19平方英里（0.491平方公里）。根据2010年美国人口普查，该市有人口238人。2011年估计该市有人口237人，相比2010年人口增长率为-0.42%。同时，论人口该市是科罗拉多州第232大城市。